# Marchese di Carabas
Il Marchese di Carabas è un personaggio immaginario, che fa parte della fiaba Il gatto con gli stivali, nella sua versione più conosciuta, cioè quella di Charles Perrault, pubblicata nel 1697, nella raccolta I racconti di Mamma Oca.

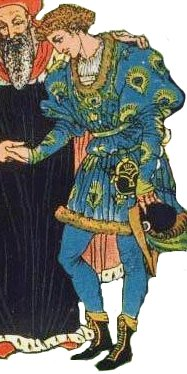
Illustrazione di Walter Crane

## Storia della favola
Il protagonista della fiaba è di umili origini e il suo titolo è inventato dal Gatto con gli stivali. In una versione precedente della storia, quella di Giambattista Basile, lo stesso personaggio si chiama Pippo, ma il Gatto lo ribattezza "Messer Cagliuso". All'inizio della sua storia Perrault ci presenta il Conte di Carabas; poi gli cambia titolo nobiliare, elevandolo a Marchese.

### Da Costantino Fortunato al Marquis de Carabas

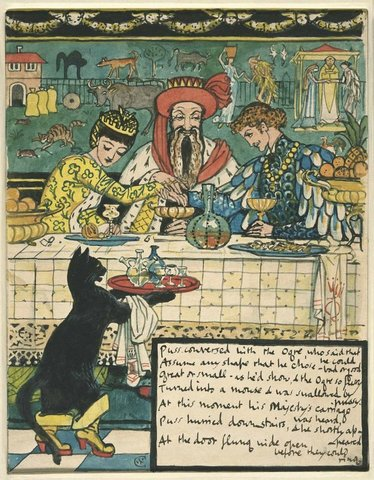
Il matrimonio del marchese di Carabas con la principessa, in un'illustrazione di Walter Crane del 1873

Tante sono le versioni, per una stessa favola. In successione cronologica, gli autori sono: Giovanni Francesco Straparola (nel 1566), poi  Giambattista Basile nel Seicento, quindi il francese Charles Perrault e Ludwig Tieck, infine i fratelli Grimm. La storia ci porta sempre al castello  dell'Orco-mago: il Gatto giura che appartiene al giovane povero. Secondo Perrault, il maniero è del Marchese di Carabas (o di Carabattole).
Straparola aveva raccontato che il giovane era povero, era figlio di una donna boema e si chiamava Costantino Fortunato. Il Gatto (che era una Gatta) lo presentò al re, ma senza attaccargli addosso un titolo nobiliare. Per Basile, il ragazzo era figlio di un «viecchio, pezzente pezzente», si chiamava Pippo Cagliuso e il re lo accolse come un gran «segnore».
Perrault mise al Gatto gli stivali e inventò il titolo: Marquis de Carabas, nel quale magari c'è ancora un'eco, tacito omaggio, del nome completo dell'autore originale italiano: Giovan Francesco Straparola da Caravaggio, appunto, che allude al paese in provincia di Bergamo, nel quale si pensa sia nato Straparola. Anzi, il furbo Gatto trovò, lì per lì, quel risonante titolo nobiliare, quando offrì i doni al re - prima un coniglio, poi due pernici catturate in un campo di grano, quindi altra varia selvaggina - giurando che provenivano dalle riserve di caccia del ricco Marquis de Carabas. In realtà il padrone del Gatto, per Perrault, era il figlio minore di un povero mugnaio. Il giorno che il Gatto gridò «Aiuto! Aiuto! il Marquis de Carabas sta annegando», il re ordinò ai suoi valletti di lanciarsi nel fiume, di soccorrere il ragazzo e di fornirgli abiti asciutti e nuovi. Da qui, al romantico sposalizio con la figlia del re, il passo fu breve.
Ludwig Tieck scrisse la versione teatrale della fiaba: il giovane figlio del mugnaio si chiamava in realtà Gottlieb e il gatto era Hintz, dotato di stivali e di una lunga barba; il titolo nobiliare eraː Graf von Carabas.
I fratelli Grimm tolsero al gatto la barba, ma gli lasciarono un paio di stivali. Il titolo rimase Graf e si perse il Carabas.